# 38 Perroquets
Pour plus de détails, voir Fiche technique et Distribution.
38 Perroquets (38 попугаев, 38 popougaïev) est un film d'animation soviétique réalisé par Ivan Oufimtsev, sorti en 1976.

## Fiche technique
- Titre français : 38 Perroquets[1]
- Titre original : 38 попугаев (38 popougaïev)
- Réalisation : Ivan Oufimtsev (dans te titre habituel I. Oufimtsev)
- Scénario : Grigori Oster (dans le titre habituel G. Oster)
- Musique : Vladimir Chaïnski (dans le titre habituel V. Chaïnski) (1–5 et 9 épisodes), Guennadi Gladkov (dans le titre habituel G. Gladkov) (6–8 épisodes), Alexeï Chelyguine (dans le titre habituel A. Chelyguine) (10 épisode)
- Pays d'origine : URSS
- Format : Couleurs - 35 mm - Mono
- Genre : comédie
- Durée : 6-9 minutes
- Date de sortie : 1976-1991

## Distribution

### Voix originales
- Nadejda Roumiantseva : Martychka (1–8 et 10 épisodes)
- Raissa Moukhametchina : Martychka (9 épisode)
- Vsevolod Larionov : Popougaï
- Mikhaïl Kozakov : Slonionok
- Vassili Livanov : Oudav
- Viktor Vladimirov : Grand-mère (2 épisode)